# یوسمیت لیکس پارک (کالیفرنیا)
یوسمیت لیکس پارک (به انگلیسی: Yosemite Lakes Park) یک منطقهٔ مسکونی در ایالات متحده آمریکا است که در شهرستان مادرا، کالیفرنیا واقع شده است. یوسمیت لیکس پارک ۵۴٫۳۸۷ کیلومتر مربع مساحت و ۴٬۹۵۲ نفر جمعیت دارد و ۳۸۵ متر بالاتر از سطح دریا واقع شده است.